# Claude Lacaze
Pour les articles homonymes, voir Lacaze.
Pas d'image ? Cliquez ici

a Compétitions nationales et continentales officielles uniquement.

b Matchs officiels uniquement.
Claude Lacaze, né le 5 mars 1940 à Pontacq, est un joueur français de rugby à XV et rugby à XIII, arrière puis demi d’ouverture au FC Lourdes, au SC Angoulême et au RRC Nice.
Très offensif, il était sans état d’âme et capable de tout dans un jour avec.
Son frère aîné, Pierre Lacaze, dit Papillon, né aussi à Pontacq le 4 mai 1934, fut sélectionné à 7 reprises en équipe de France, de 1958 à 1959 (vainqueur du 1er tournoi en solitaire français, et vainqueur des Sud-africains à Johannesburg en 1958) et également arrière, aux Papillons de Pontacq puis au FC Lourdes, club avec lequel il fut champion de France en 1956, 1957 et 1958, et remporta le challenge du Manoir en 1956. Il signa à 26 ans au XIII en 1960. Il fut entre autres un très bon buteur.
Michel Vannier assura brillamment l’intermédiaire entre les périodes d’occupation du poste d’arrière par les deux frères.

## Palmarès
- 33 sélections en équipe de France, de 1961 à 1969

Trois tournois en solitaire:
- Grand Chelem en 1968
- Vainqueur du Tournoi des Cinq Nations en 1962 et 1967
(il participe également aux tournois de 1963, 1964 et 1966)

Tournée en Nouvelle-Zélande en 1961, et 1968 (capitaine), en Australie en 1961 et 1968, et en Afrique du Sud en 1967